# Qingyang
Qingyang (cinese: 庆阳; pinyin: Qìngyáng) è una città-prefettura della Cina nella provincia del Gansu.

## Amministrazione
La prefettura amministra le seguenti suddivisioni:
- Distretto di Xifeng
- Contea di Qingcheng
- Contea di Huan
- Contea di Huachi
- Contea di Heshui
- Contea di Zhengning
- Contea di Ning
- Contea di Zhenyuan